# Sabasa García (obraz Goi)
Sabasa García (hiszp. Sabasa García) – obraz olejny hiszpańskiego malarza Francisca Goi (1746–1828), znajduje się w kolekcji Narodowej Galerii Sztuki w Waszyngtonie. 

## Okoliczności powstania
Okres pomiędzy nominacją Goi na pierwszego nadwornego malarza Karola IV w 1799 a inwazją napoleońską w 1808 r. był dla artysty czasem wielkiej aktywności i finansowej stabilizacji. W tym czasie powstało wiele portretów wysokiej jakości, m.in. podobizna młodej kobiety Marii Garcíi Pérez de Castro, nazywanej przez członków rodziny Sabasą. Sabasa García urodziła się w 1790 r. w Madrycie w zamożnej rodzinie. Jej wujem był dyplomata Evaristo Pérez de Castro, również sportretowany przez Goyę. Według popularnej anegdoty malarz miał poznać nastoletnią Sabasę w domu Evarista i, urzeczony urodą dziewczyny, poprosić jej wuja o pozwolenie, żeby pozowała mu do portretu. Według Serrallera Sabasa na portrecie ma około 20 lat, co sytuuje datę powstania obrazu w pierwszej dekadzie XIX wieku. Natacha Seseña datuje obraz na rok 1820, w którym Sabasa poślubiła Juana Peñuelas.

## Opis obrazu
Sabasa została przedstawiona w półpostaci, lekko obróconą, na ciemnym, neutralnym tle. Kompozycja charakteryzuje się wyraźną prostotą, bez biżuterii i szczegółów podkreślających przynależność do burżuazji. Cała uwaga widza skupia się na samej postaci, poprzez oszczędność środków malarza podkreśla jej naturalną urodę. Ramiona kobiety okrywa skrzyżowana na piersi trójkątna chusta (pañoleta) w odcieniach żółci i złota, a głowę częściowo okrywa półprzezroczysta mantyla z gazy. Część kasztanowych loków opada na czoło, podkreślając jej młody wygląd. Nosi długie i grube mitenki z koźlej skórki.
Delikatna twarz wyłaniająca się z ciemnego tła wyraża powagę i nieśmiałość. Goya podkreśla zgrabny nos, pełne usta i spoglądające wprost na widza żywe, brązowe oczy modelki. W przeciwieństwie do innych kobiecych portretów takich jak Markiza de Pontejos, malarz rezygnuje ze scenerii na rzecz jednolitego tła, a skromny strój traktuje w sposób bardziej impresjonistyczny. Ubrania zostały namalowane długimi i szerokimi pociągnięciami pędzla, powstałe w ten sposób plamy koloru jedynie sugerują właściwości tkanin, nie definiując szczegółów. Kontrastuje z nimi bardziej skrupulatny styl z cienką i delikatną kreską widoczną na twarzy i włosach. Subtelne światło padające na postać tworzy niewielkie obszary cienia na chuście i mantyli. Sposób przedstawienia postaci ma cechy malarstwa romantycznego, a uchwycona intymność sceny przybliża portret do impresjonizmu. 
Stylistycznie obraz zbliżony jest do portretu nastoletniej hrabiny de Haro z 1802 r., a kompozycyjnie także do portretu Thérèse Louise de Suredy oraz Damy w mantyli i baskinii.

## Proweniencja
Obraz należał do portretowanej, odziedziczyła go jej chrześniaczka Mariana García Soler. Mąż Mariany sprzedał obraz José Joaquínowi Herrerze w Madrycie. Następnie należał do różnych prywatnych kolekcjonerów w Berlinie: Henriego Jamesa Simona (ok. 1908 r.), hrabiego Wolfganga Paalena i Heinricha Skalrza. Około 1923 r. nabyła go firma marszandów Duveen Brothers z Nowego Jorku. Od 21 lutego 1930 r. należał do Andrew W. Mellona, a w 1937 r. stał się częścią kolekcji Narodowej Galerii Sztuki w Waszyngtonie.